# Jan-Pieter Suremont
Jan-Pieter Suremont (Antwerpen, 29 januari 1762 – aldaar, 8 maart 1831) is een Vlaamse componist en musicoloog van het Verenigd Koninkrijk der Nederlanden met onmiskenbaar aanwezige esthetische kwaliteiten.

## Biografie
Hij was zoon van Joannes Baptiste Suremont en Maria Wijmans. Bij zijn overlijden was hij weduwnaar.

### 1817: Deelname aan compositiewedstrijd
Zijn vroegst bekende werk is de cantate Nederlandsche triomf (Le triomphe des Blegs ou la journée de Waterloo uit 1816. In 1817 schreef het Koninklijk Nederlands Instituut een compositiewedstrijd uit voor een cantate voor koor en orkest met als titel De Toonkunst en waarop uiteindelijk tien deelnemers reageerden: naast Suremont ook Guillaume Kennis, Jan Baptist d’Hollander en Jan Janssens. Deze composities worden gerekend tot de vroegste voorbeelden in het 19e-eeuwse Vlaanderen van omvangrijk werk op Nederlandse tekst. Naast deze cantate componeerde Suremont ook nog de cantate Nederlandsch Zegepraal.

### 1820: Lid van deKoninklijke Maatschappij van Schoone Kunsten
Op 26 juni 1820 werd Suremont benoemd tot lid van de vierde klasse van de Koninklijke Maatschappij van Schoone Kunsten.

### 1822: Toezicht op de restauratie van het orgel van de Antwerpse kathedraal
Suremont was gelast met het toezicht op de restauratie van het orgel van de Antwerpse Onze-Lieve-Vrouwekathedraal (tussen 1822 en 1829). Belangrijke briefwisseling tussen Suremont en orgelbouwer en –restaurator Pieter Jan de Volder in dit verband werd door het Studiecentrum voor Vlaamse Muziek in Antwerpen teruggevonden.

### 1824: Opera
Suremont componeerde een opera in drie bedrijven, Les trois cousines, die in 1824 in Antwerpen in première ging.

### 1824-1829: De studie van de Nederlandse polyfone school
Suremont stuurde - aanvankelijk als enige - een verhandeling in naar aanleiding van de prijsvraag die de Vierde Klasse van het Koninklijk Nederlandsch Instituut van Wetenschappen, Letterkunde en Schoone Kunsten, waarvan hij overigens lid was, in 1824 op voorstel van Professor C.A. den Tex en J. de Vos Wz. had uitgeschreven, met het doel na te gaan welke verdiensten "zich de Nederlanders, vooral in de 14e, 15e en 16e eeuw, in het vak der toonkunst verworven" hebben en in hoeverre "de nederlandsche kunstenaars van dien tijd, die zich naar Italiën begeven hebben, invloed gehad" kunnen "hebben op de muzijkscholen, die zich kort daarna in Italiën hebben gevormd?", maar zijn studie kwam voor bekroning niet in aanmerking.
Toen twee jaar later de prijsvraag opnieuw werd uitgeschreven, konden twee inzendingen - een van de Oostenrijker Rafäel Georg Kiesewetter, de andere van de Waal François-Joseph Fétis - in 1828 worden beloond met respectievelijk een gouden en een zilveren medaille; het is in hetzelfde jaar dat Suremont als musicoloog in Antwerpen bij de weduwe J.S. Schoesetters een Opuscule apologétique sur les mérites des célèbres musiciens belges inventeurs et régénérateurs de la musique aux 14e, 15e, et 16e siècles liet uitgeven, hierdoor mee bijdragend tot die vroege aanzet tot de studie van de Franco-Vlaamse of Nederlandse polyfone school. De uitgave van de verhandelingen van Kiesewetter en Fétis volgde pas het volgende jaar.
- Biografisch Portaal: 21674994
- Gemeinsame Normdatei: 1222984407
- International Standard Name Identifier: 0000 0003 8943 9732
- MusicBrainz: ee54933d-5118-4498-b8f9-7f7efc10c9f4
- Nederlandse Thesaurus van Auteursnamen: 292388551
- Virtual International Authority File: 282878222